# Klemens Galocz

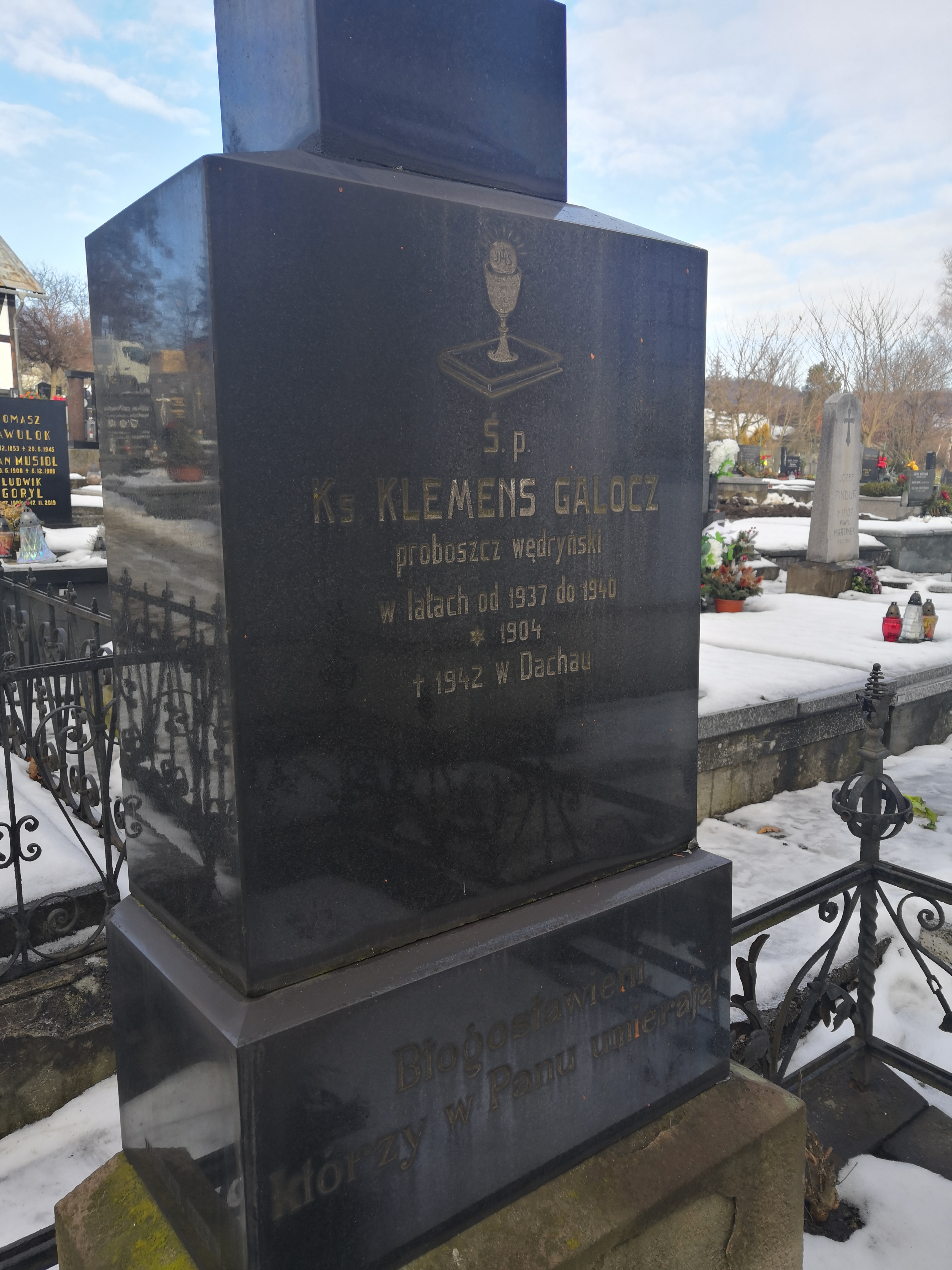
Polnischsprachiges Grabmal von Galocz in Vendryně

Klemens Galocz (* 21. November 1904 in Karwin; † 26. November 1942 im KZ Dachau) war ein polnischer römisch-katholischer Geistlicher und Märtyrer.

## Leben
Klemens Galocz absolvierte die polnische Volksschule und das polnische Gymnasium in Teschen.
Er wuchs im Teschener Schlesien, nach 1920 Olsagebiet, im tschechischen Anteil des Erzbistums Breslau auf und wurde am 14. Juli 1929 in Breslau zum Priester geweiht. Er war Kaplan in Jablunkau. Am 25. Oktober 1938 wurde er Pfarrer in Wendrin, kurz nachdem das Olsagebiet an Polen angeschlossen wurde.
Am 23. April 1940 wurde er von der Gestapo verhaftet und am 8. Dezember in das KZ Dachau gebracht. Nach vorübergehendem Aufenthalt im KZ Mauthausen kam er zurück nach Dachau, wo er die Häftlingsnummer 22086 trug. Dort starb er am 26. November 1942 im Alter von 38 Jahren.

## Gedenken
Die Römisch-katholische Kirche in Deutschland hat Klemens Galocz als Märtyrer aus der Zeit des Nationalsozialismus in das deutsche Martyrologium des 20. Jahrhunderts aufgenommen. Dies wird als Missbrauch angesehen, da er Pole aus der polnischen Minderheit in der Tschechoslowakei war.